# Emil Hallfreðsson
Emil Hallfreðsson (Hafnarfjörður, 1984. június 29. –) izlandi válogatott labdarúgó.
Az izlandi válogatott tagjaként részt vett a 2016-os Európa-bajnokságon.